# Enrico Dandolo (1882)
El Enrico Dandolo fue un buque torreta construido en Italia para la Regia Marina en la década de 1870. Fue diseñado por Benedetto Brin, junto a su gemelo el Caio Duilio. Fueron equipados con cuatro cañones de avancarga Armstrong de 450 mm y 100 t, y estaban considerados como los acorazados más poderosos de su tiempo. Fue puesto en grada en el Arsenal de la La Spezia en 1873, y completado en 1882. Recibía su nombre en memoria de Enrico Dandolo, el cuadragésimo primer Dogo de Venecia entre 1195 y 1205.

## Historia

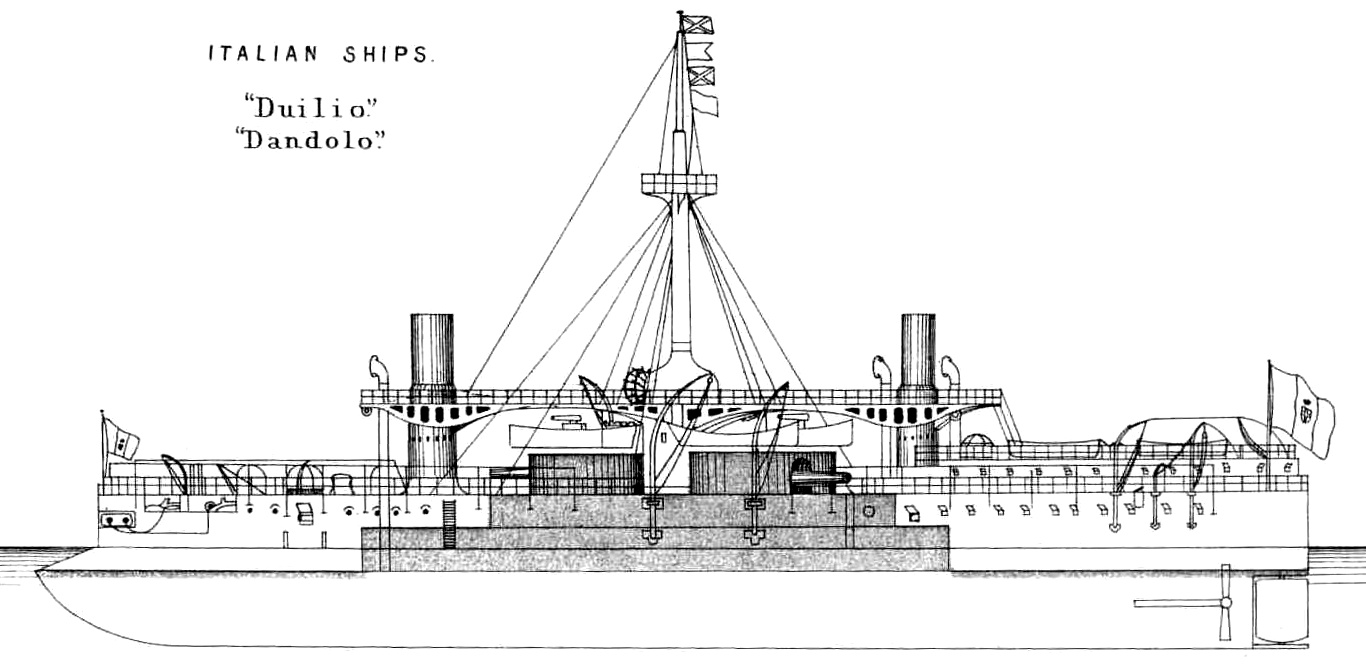
Perfil de los acorazados clase Caio Duilio.

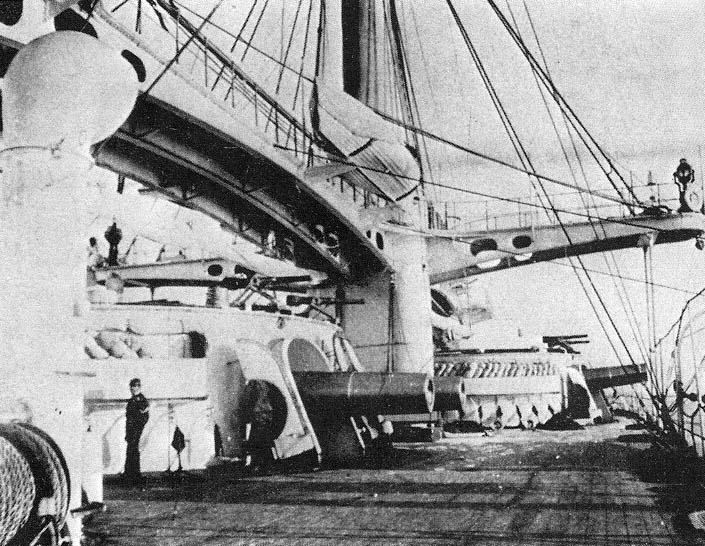
2 torretas, cada una con 2 cañones Armstrong RML de 17,72 pulgadas, en el acorazado acorazado italiano Caio Duilio, gemelo del Enrico Dandolo, en torno al año 1880.

Esta clase de acorazados italianos del último tercio del siglo XIX fueron unos auténticos precursores del acorazado moderno. Diseñados por el ingeniero naval Benedetto Brin, los dos buques de esta clase, formaban una división naval capaz de enfrentarse y derrotar a una flota entera de cualquier potencia de aquella época.[cita requerida]
En marzo de 1873 el entonces ministro italiano de Marina almirante Antonio De Simone Pacoret Saint-Bon, presenta en el Parlamento el proyecto para la construcción de una nueva clase de acorazados para la Regia Marina que, por sus características técnicas y operativas, lograran expresar entonces el más alto nivel tecnológico posible. A cargo del proyecto fue nombrado Benedetto Brin, director de ingenieros navales.
Su característica más destacable eran sus dos torretas giratorias, excéntricas con dos cañones Armstrong de 450 mm cada una, calibre no superado por acorazado alguno hasta la Clase Yamato japonesa, 65 años después. Estos cañones de 100 toneladas por unidad eran tan grandes que su sistema era de avancarga. La nave contaba con unas aberturas en cubierta donde se introducían las bocas de los cañones, para ser recargados bajo cubierta.
El acorazado carecía por completo de velamen, y su grueso blindaje lo hacía casi invulnerable a las piezas artilleras de sus posibles enemigos. Sin embargo, no participó en ninguna operación bélica y toda su actividad giro alrededor de cruceros y ejercicios en el Mediterráneo. En el último periodo de su carrera, entre 1900 y 1906 permaneció desartillado esperando su baja definitiva, fue utilizado como buque escuela de timoneles y como unidad para la defensa local de algunas bases.
El buque fue modernizado a comienzos del siglo XX. Durante la Guerra Italo-Turca de 1911-1912 permaneció como buque de apoyo a los puertos de Augusta y Messina Sicilia. Mantuvo un papel similar durante la Primera Guerra Mundial en Brindisi y Valona (Albania), ejerciendo funciones de buque insignia del comandante supremo en Albania. A finales de la guerra y hasta octubre de 1919 se convirtió en sede del mando supremo naval en Cattaro, encargado de la ejecución del armisticio cerca de la antigua base naval austrohúngara.
Esta clase de acorazados fueron imitados de manera similar por la Royal Navy en los clase Inflexible, clase Ajax y clase Colossus, por la Marinha Imperial do Brasil en los acorazados Aquidaban y Riachuelo, en Estados Unidos por el USS Maine (ACR-1) y en China por los clase Dingyuan.